# Masalia nigrolineata
Masalia nigrolineata là một loài bướm đêm trong họ Noctuidae.